# Cecílids
Els cecílids (Caeciliidae) són una família d'amfibis gimnofions compost per una gran varietat de gèneres que es distribueixen a Sud-amèrica, l'Àfrica equatorial i l'Índia.

## Taxonomia

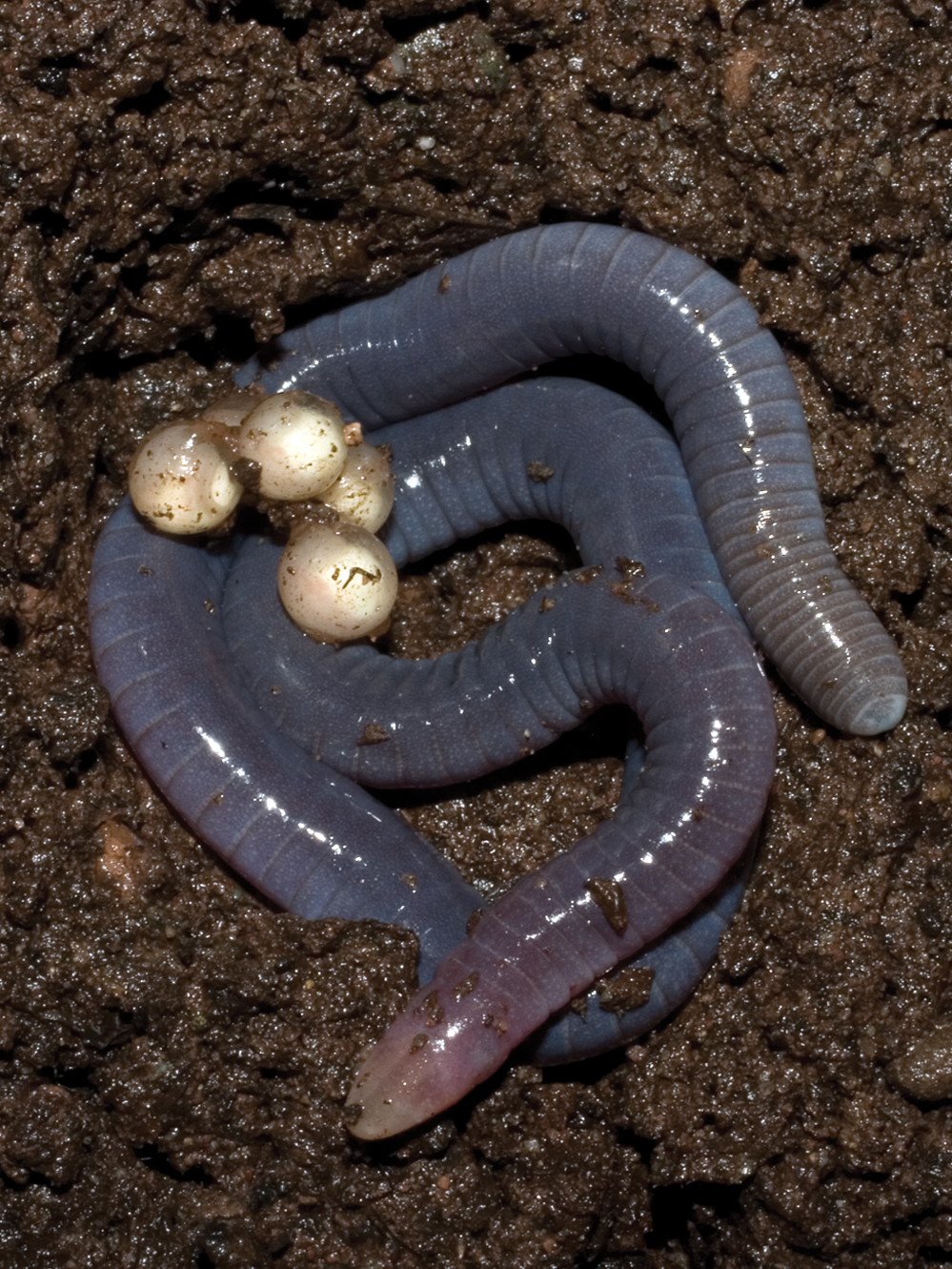
Microcaecilia dermatophaga

- Gènere Boulengerula
  - Boulengerula boulengeri
  - Boulengerula changamwensis
  - Boulengerula denhardti
  - Boulengerula fischeri
  - Boulengerula niedeni
  - Boulengerula taitana
  - Boulengerula uluguruensis
- Gènere Brasilotyphlus
  - Brasilotyphlus braziliensis
- Gènere Caecilia
  - Caecilia abitaguae
  - Caecilia albiventris
  - Caecilia antioquiaensis
  - Caecilia armata
  - Caecilia attenuata
  - Caecilia bokermanni
  - Caecilia caribea
  - Caecilia corpulenta
  - Caecilia crassisquama
  - Caecilia degenerata
  - Caecilia disossea
  - Caecilia dunni
  - Caecilia flavopunctata
  - Caecilia gracilis
  - Caecilia guntheri
  - Caecilia inca
  - Caecilia isthmica
  - Caecilia leucocephala
  - Caecilia marcusi
  - Caecilia mertensi
  - Caecilia nigricans
  - Caecilia occidentalis
  - Caecilia orientalis
  - Caecilia pachynema
  - Caecilia perdita
  - Caecilia pressula
  - Caecilia subdermalis
  - Caecilia subnigricans
  - Caecilia subterminalis
  - Caecilia tentaculata
  - Caecilia tenuissima
  - Caecilia thompsoni
  - Caecilia volcani
- Gènere Dermophis
  - Dermophis costaricensis
  - Dermophis glandulosus
  - Dermophis gracilior
  - Dermophis mexicanus
  - Dermophis oaxacae
  - Dermophis occidentalis
  - Dermophis parviceps
- Gènere Gegeneophis
  - Gegeneophis carnosus
  - Gegeneophis danieli
  - Gegeneophis fulleri
  - Gegeneophis goaensis
  - Gegeneophis krishni
  - Gegeneophis madhavai
  - Gegeniophis mhadeiensis
  - Gegeneophis nadkarnii
  - Gegeneophis ramaswamii
  - Gegeneophis seshachari
- Gènere Geotrypetes
  - Geotrypetes angeli
  - Geotrypetes pseudoangeli
  - Geotrypetes seraphini
- Gènere Grandisonia
  - Grandisonia alternans
  - Grandisonia brevis
  - Grandisonia larvata
  - Grandisonia sechellensis
- Gènere Gymnopis
  - Gymnopis multiplicata
  - Gymnopis syntrema
- Gènere Herpele
  - Herpele multiplicata
  - Herpele squalostoma
- Gènere Hypogeophis
  - Hypogeophis rostratus
- Gènere Idiocranium
  - Idiocranium russeli
- Gènere Indotyphlus
  - Indotyphlus battersbyi
  - Indotyphlus maharashtraensis
- Gènere Luetkenotyphlus
  - Luetkenotyphlus brasiliensis

- Gènere Microcaecilia
  - Microcaecilia albiceps
  - Microcaecilia dermatophaga
  - Microcaecilia grandis
  - Microcaecilia rabei
  - Microcaecilia supernumeraria
  - Microcaecilia taylori
  - Microcaecilia unicolor
- Gènere Mimosiphonops
  - Mimosiphonops reinhardti
  - Mimosiphonops vermiculatus
- Gènere Oscaecilia
  - Oscaecilia bassleri
  - Oscaecilia elongata
  - Oscaecilia equatorialis
  - Oscaecilia hypereumeces
  - Oscaecilia koepckeorum
  - Oscaecilia ochrocephala
  - Oscaecilia osae
  - Oscaecilia polyzona
  - Oscaecilia zweifeli
- Gènere Parvicaecilia
  - Parvicaecilia nicefori
  - Parvicaecilia pricei
- Gènere Praslinia
  - Praslinia cooperi
- Gènere Schistometopum
  - Schistometopum gregorii
  - Schistometopum thomense
- Gènere Siphonops
  - Siphonops annulatus
  - Siphonops hardyi
  - Siphonops insulanus
  - Siphonops leucoderus
  - Siphonops paulensis
- Gènere Sylvacaecilia
  - Sylvacaecilia grandisonae
- Subfamília Typhlonectinae
  - Gènere Aretochoana
    - Atretochoana eiselti

  - Gènere Chthonerpeton
    - Chthonerpeton arii
    - Chthonerpeton braestrupi
    - Chthonerpeton exile
    - Chthonerpeton indistinctum
    - Chthonerpeton noctinectes
    - Chthonerpeton onorei
    - Chthonerpeton perissodus
    - Chthonerpeton viviparum

  - Gènere Nectocaecilia
    - Nectocaecilia petersii

  - Gènere Potomotyphlus
    - Potomotyphlus kaupii

  - Gènere Typhlonectes
    - Typhlonectes compressicauda
    - Typhlonectes natans
- Subfamília Scolecomorphinae
  - Gènere Crotaphatrema
    - Crotaphatrema bornmuelleri
    - Crotaphatrema lamottei
    - Crotaphatrema tchabalmbaboensis

  - Gènere Scolecomorphus
    - Scolecomorphus kirkii
    - Scolecomorphus uluguruensis
    - Scolecomorphus vittatus